# Антоніу Рапошу Тавареш

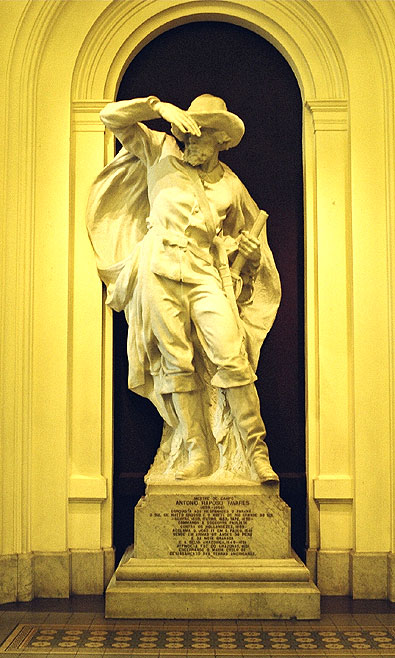
Статуя Антоніо Рапошу Тавареша в музеї Іпіранги

Анто́ніу Рапо́зу Тава́ріш (порт. Antônio Raposo Tavares) (1598 – 1658) — португальський колоніальний бандейрант, який дослідив східну частину Південної Америки (сучасну Бразилію) і проголосив її територією Португалії, що значно збільшило розміри колонії порівняно із положеннями Тордесільяського договору. Рапошу Тавареш, на думку окремих істориків, походив з єврейської сім'ї.

## Біографія
Тавареш народився 1598 року в містечку Бежа (Алентежу, Португалія). В 1618 році він прибув до Південної Америки разом із своїм батьком Фернандо Віейра Таварешом, і згодом, по смерті останнього, оселився неподалік Сан-Паулу. Шістьма роками пізніше, в 1628-му, він приєднався до першої експедиції вглиб континенту, метою якої було вистежування єретиків та захоплення нових рабів з числа корінного населення (здебільшого людей племені Тупі, темемінос та інших). Експедиція ("бандейра") складалась із 900 поселенців та 2000 воїнів тупі. Спочатку бандейранти атакували декілька поселень гуарані у верхів'ях Парани, що знаходились під протекцією іспанських єзуїтів, жорстоко позбавивши життя багатьох індіанців і полонивши близько 2500 осіб. Подібний рейд дозволив анексувати на користь Португальської колонії частину земель на схід від Уругваю, які тепер складають території бразильських штатів Парана та Санта-Катаріна.
1633 року Тавареш повертається до Сан-Паулу, де обіймає посаду судді. Однак, вже через три роки він вирушає у нову експедицію, цього разу — з метою знищення іспанських єзуїтських поселень на південний схід від Уругваю (сучасний Ріу-Гранді-ду-Сул). В 1639-1642 роках бере активну участь у війні з Голландією, яка окупувала поселення на Південно-Східному узбережжі Бразилії (Баїя та Пернамбуку). 
У 1648 році Тавареш відправився у свою останню подорож вглиб материка у пошуках золота, коштовного каміння та рабів. Чергова експедиція складалась з двохсот білих найманців та понад тисячі індіанців. Бандейранти подолали більш як 10000 кілометрів, прямуючи вздовж таких річок як Парагвай, Гранде, Маморе, Мадейри та Амазонки. Тривалий похід закінчився досить невдало — в Белен, що був кіцевим пунктом, прибув лише сам Тавареш, 59 найманців та трохи індіанців. Бандейранти повернулись назад в Сан-Паулу, де Рапошу Тавареш і помер в 1658 році.